# هملت (فیلم ۱۹۴۸)
هملت (به انگلیسی: Hamlet) فیلمی ۱۵۵ دقیقه‌ای به نویسندگی، کارگردانی، تهیه‌کنندگی و همچنین بازی لارنس الیویه محصول سال ۱۹۴۸ بریتانیا است.
این فیلم اقتباسی از نمایشنامه معروف هملت اثر ویلیام شکسپیر است.

## جوایز
- برنده جایزه بزرگ بین‌المللی ونیز
- برنده جایزه اسکار بهترین بازیگر نقش اول مرد - لارنس الیویه
- برنده جایزه اسکار بهترین فیلم - جی. آرتور رنک
- برنده جایزه اسکار بهترین طراحی صحنه، سیاه و سفید - راجر کی. فرس و کارمن دیئن
- برنده جایزه اسکار بهترین طراحی لباس، سیاه و سفید - راجر کی. فرس
- نامزد جایزه اسکار بهترین بازیگر نقش مکمل زن - جین سیمونز
- نامزد جایزه اسکار بهترین موسیقی فیلم - ویلیام والتن
- نامزد جایزه اسکار بهترین کارگردانی - لارنس الیویه